# 島郷村
島郷村（しまごうむら）は、かつて福岡県遠賀郡に存在した村。
現在の北九州市八幡西区、同若松区の一部にあたる。

## 地理
- 河川：江川、遠賀川[1]

## 歴史
大正期には、二島に板ガラス工場が設置され、関連のガラス用製函業などが派生した。
- 1908年（明治41年）2月15日 - 遠賀郡江川村・洞北村の新設合併により発足[1][2]。
- 1931年（昭和6年）8月1日 - 若松市に編入。同日島郷村廃止[1][2]。